# Pterogramma aestivale
Pterogramma aestivale är en tvåvingeart som först beskrevs av Richards 1973.  Pterogramma aestivale ingår i släktet Pterogramma och familjen hoppflugor. Inga underarter finns listade i Catalogue of Life.